# Eesti Karikas 2001-2002
La Coppa d'Estonia 2001-2002 (in estone Eesti Karikas) è stata la 10ª edizione del torneo dopo l'indipendenza dell'Estonia. Il Levadia Tallinn ha vinto il trofeo per la prima volta nella sua storia.

## Formula
Il torneo si dipanava su cinque turni: sedicesimi e ottavi erano in gara unica in casa della squadra peggio classificata in campionato; quarti e semifinali erano disputati su gare di andata e ritorno; la finale in gara unica in campo neutro unica a Tallinn.
Le squadre di Meistriliiga 2001 entrarono tutte in scena dagli ottavi, tranne il Flora che partecipò direttamente dai quarti.

## Sedicesimi di finale
Le partite furono disputate il 2 settembre 2001. 
| Squadra 1            | Risultato | Squadra 2      |
| -------------------- | --------- | -------------- |
| FC Lelle             | 0 - 9     | Levadia Pärnu  |
| Muhumaa JK           | 2 - 6     | Kalev Sillamäe |
| Hansa United Tallinn | 2 - 3     | HÜJK Emmaste   |

## Ottavi di finale
Le gare furono disputate tra il 7 e il 9 ottobre 2001.
| Squadra 1      | Risultato   | Squadra 2           |
| -------------- | ----------- | ------------------- |
| 7 ottobre 2001 |             |                     |
| Tervis Pärnu   | 0 - 7       | Tulevik Viljandi    |
| Kalev Sillamäe | 2 - 3       | Levadia Tallinn     |
| HÜJK Emmaste   | 1 - 5 (dts) | Trans Narva         |
| Levadia Pärnu  | 0 - 2       | Levadia Maardu      |
| 9 ottobre 2001 |             |                     |
| Elva           | 1 - 2 (dts) | Lootus Kohtla-Järve |
| Valga          | 1 - 3 (dts) | TVMK Tallinn        |
| Merkuur Tartu  | 7 - 4 (dts) | Kuressaare          |

## Quarti di finale
Le gare di andata furono disputate il 9 aprile 2002, quelle di ritorno il 22 aprile 2002.
| Squadra 1           | Totale      | Squadra 2        | Andata | Ritorno |
| ------------------- | ----------- | ---------------- | ------ | ------- |
| Merkuur Tartu       | 4 - 10      | Trans Narva      | 2 - 3  | 2 - 7   |
| Lootus Kohtla-Järve | 3 - 7       | TVMK Tallinn     | 1 - 4  | 2 - 3   |
| Levadia Maardu      | 2 - 1       | Tulevik Viljandi | 2 - 0  | 0 - 1   |
| Flora Tallinn       | 3 - 3 (gfc) | Levadia Tallinn  | 2 - 2  | 1 - 1   |

## Semifinali
Le gare di andata furono disputate il 5 maggio 2002, quelle di ritorno il 21 maggio 2002.
| Squadra 1      | Totale      | Squadra 2       | Andata | Ritorno |
| -------------- | ----------- | --------------- | ------ | ------- |
| Trans Narva    | 2 - 3       | Levadia Tallinn | 1 - 1  | 1 - 2   |
| Levadia Maardu | 3 - 3 (gfc) | TVMK Tallinn    | 1 - 1  | 2 - 2   |

## Finale
| Squadra 1       | Risultato | Squadra 2      |
| --------------- | --------- | -------------- |
| Levadia Tallinn | 2 - 0     | Levadia Maardu |

| Tallinn 31 maggio 2002                                | Levadia Tallinn | 2 – 0 | Levadia Maardu | A. Le Coq Arena |
| \| \| \| \| \| R. Jagudin 43’, 84’ \| Marcatori \| \| |                 |       |                |                 |
|                                                       |                 |       |                |                 |
| R. Jagudin 43’, 84’                                   | Marcatori       |       |                |                 |